# Martin Rode
Martin Helge Rode (* 14. August 1961 in Kongens Lyngby; † 15. April 1989 in Kopenhagen) war ein dänischer Schauspieler.

## Leben
Martin Rode war der Sohn des Schauspieler-Ehepaares Ebbe Rode und Nina Pens. Er wuchs in Kopenhagen auf. Nach dem Schulabschluss absolvierte er von 1978 bis 1980 seine Schauspielausbildung an der Staatlichen Theaterschule in Kopenhagen. Sein Bühnendebüt hatte er im Jahr 1981 am Königlichen Theater Kopenhagen. Er gastierte auch am Folketeatret, am Odense Teater und am Aarhus Teater. Er wirkte in mehreren Filmen und Fernsehserien mit.
Martin Rode war unverheiratet und kinderlos. Er starb am 15. April 1989 im Alter von nur 27 Jahren an einem Hirntumor. Seine Grabstätte befindet sich auf dem Aeldre-Kirkegard in Frederiksberg.

## Filmografie
- 1980: Uden støtte fra befolkningen kunne vi ingenting udrette
- 1984: Den onde cirkel
- 1985: I hvilket vand
- 1987: Een Gang Strømer (Fernsehserie, 4 Folgen)